# Mannophryne collaris
Mannophryne collaris – gatunek płaza bezogonowego z rodziny Aromobatidae. Endemit Wenezueli, zagrożony wyginięciem.

## Występowanie
Żyje w paśmie górskim Cordillera de Mérida w Andach w północno-zachodniej Wenezueli. Stwierdzano go na wysokościach 224–1763 m n.p.m.
Prowadzi dzienny, ziemnowodny tryb życia. Zamieszkuje strumienie i ich okolice w sezonowych (półliściastych) lasach, głównie górskich.

## Rozmnażanie
Wykazuje tendencję do rozrodu w porze deszczowej. Jaja składane są przez samicę na lądzie – w ściółce, a następnie chronione przez samca. Gdy wykluwają się kijanki, przenosi on je do wody na swym grzbiecie i tam następuje dalszy ich rozwój.

## Status zagrożenia
W Czerwonej księdze gatunków zagrożonych IUCN płaz ten od 2004 roku klasyfikowany jest jako gatunek zagrożony (EN, ang. Endangered).
Lokalnie jest nawet liczny, ale liczebność obniża się. Główne zagrożenie dla gatunku to utrata i degradacja siedlisk związana z postępującą urbanizacją wokół miasta Mérida. Inne zagrożenia to zmiany klimatyczne i prawdopodobnie także infekcje spowodowane przez patogenicznego grzyba Batrachochytrium dendrobatidis.